# Abbaye de Klaarkamp
L’ancienne abbaye de Klaarkamp (ou Claircamp), dont le titre canonique était ‘Monasterium beatae Mariae de Claro Campo’ était un monastère de moines cisterciens fondé par l’abbaye de Clairvaux au XIIe siècle à Dongeradeel, à quelques kilomètres au sud-ouest de Dokkum et deux kilomètres au nord de Rinsumageast en Frise (Pays-Bas)

## Histoire
Une dizaine d’années après la mort de saint Bernard un groupe de moines venus de Clairvaux s’installe en 1163 ou 1165 près de Dokkum, en Frise septentrionale
Les fondations faites par cette première abbaye cistercienne dans les Pays-Bas septentrionaux sont Bloemkamp, fondée vers 1190 près de Bolsward, l’abbaye d’Aduard (vers 1192) et l’abbaye de Gerka à Gerkesklooster près de Buitenpost (1240).
L’abbaye possédait une grande briqueterie. Durant les années de prospérité plusieurs centaines de frères convers étaient engagés dans ce travail. Au fil des ans elle acquit également de nombreux domaines, à Jannum, Sibrandahûs, Feanwâlden et sur l’île de Schiermonnikoog et possédait une grange à Betterwird (Westdongeradeel).
Au XVIe siècle la Frise entière passe au protestantisme calviniste. Toutes les maisons religieuses sont sécularisées. Le 31 mai 1580 la communauté monastique de Klaarkamp est dissoute et les biens de l'abbaye sont confisqués par les autorités civiles de la Frise. Les bâtiments sont vendus et démolis.
Aux XIXe et XXe siècles, les derniers vestiges de l’abbaye (un monticule de quatre mètres de haut) sont enlevés et quelques recherches archéologiques sont alors entreprises. Il ne reste rien de l’abbaye de Klaarkamp. Une stèle monolithe commémorative fut érigée là où elle se trouvait.